# 山下町出口
山下町出口（やましたちょうでぐち）は、神奈川県横浜市中区にある首都高速道路神奈川3号狩場線の出口である。本牧JCT方面の出口のみが設置されている。

## 周辺
- 横浜港（山下埠頭・本牧埠頭）
- 横浜中華街
- 山下公園
- 港の見える丘公園
- 横浜市道82号山下本牧磯子線
- 元町・中華街駅

## 隣
首都高速神奈川3号狩場線
(351,352) 新山下出入口 - (354) 山下町出口 - (353) 石川町入口・石川町JCT

## 注記
石川町JCTの合流箇所に近接しているため、横羽線金港JCT方面から専用の出口となっている。本来、山下公園方面へは本出口、本牧埠頭方面へは次の新山下出口と役割分担がされているが、狩場JCT方面からは本ランプは利用できないため、山下公園方面へは手前の阪東橋出口または次の新山下出口で下車し、一般街路を走行して横浜中心街方面へ向かうことになる。